# Иманов, Энгель Данакеевич
Энгель Данакеевич Иманов (5 мая 1935 — 2 октября 2023) — советский и киргизский учёный в области ветеринарии, доктор ветеринарных наук (1990), профессор (1995), заслуженный деятель науки Республики Кыргызстан (1995).

## Биография
Родился в селе Сазановка Иссык-Кульского района в семье Данаке Иманова — партийного и государственного деятеля Киргизии и Казахстана.
Окончил ветеринарный факультет Киргизского СХИ имени Скрябина (1957) и аспирантуру там же (1960). В 1962 году защитил кандидатскую диссертацию:
- Ку-риккетсиоз сельскохозяйственных животных в Киргизии : диссертация … кандидата ветеринарных наук : 16.00.00. — Фрунзе, 1962. — 141 с. : ил.

Работал младшим и старшим научным сотрудником, с 1976 года — зав. лабораторией Института биофизики и технологии (ИБФ) АН Киргизской ССР/Республики Киргизия. Специалист в области биотехнологии и вирусологии.
Доктор ветеринарных наук (1990), профессор (1995), докторская диссертация — "Культуральная вакцина против контагиозного пустолезного дерматита (стоматита) овец из штамма «Л».
Лауреат Государственной премии Киргизской ССР (1972). Изобретатель СССР (1984).
С 2006 по 2010 год заведующий учебно-производственно-методическим отделом КГМА им. И. К. Ахунбаева.

## Сочинения
- Вирусные болезни сельскохозяйственных животных [Текст]. — Фрунзе : Киргизгосиздат, 1960. — 26 с. : ил.; 20 см.
- Профилактика и лечение контагиозной эктимы ягнят и козлят / Ц. Ц. Хандуев, Э. Д. Иманов. — Фрунзе : Кыргызстан, 1980. — 24 с. : ил.; 16 см.
- Профилактика контагиозной эктимы у ягнят [Текст] / Ц. Ц. Хандуев, Э. Д. Иманов ; АН КиргССР. Ин-т биохимии и физиологии. — Фрунзе : Илим, 1975. — 17 с. : ил.; 20 см.
- Справочник ветеринарных препаратов. Часть 1. Химико-терапевтические средства / Г. В. Кирюткин, Э. Д. Иманов, А. У. Убашев, Ц. Ц. Хандуев, Г. И. Пономарева, Т. С. Султанов. Бишкек. : Илим, 1991.-308 с.
- Биология и биотехнология вируса (в соавторстве). Бишкек, «Илим», 1993.
- Vacuna cultural viva de la сера «L» para la profilaxis especifica de la estomatitis ulcerosa de ovejias у cabras. Medexport. Moscow. URSS.
- Биология и биотехнология вируса орфа. Бишкек, «Илим», 1993.
- Эпизоотология оспы овец / Э. Д. Иманов, Н. Нурмарбетов, К. Р. Рыскулов [и др.] //. Актуал. пробл. с.-х. биотехнологии: матер, конф. Гвардейский, 1998. — 128 с.